# Горобовский сельский совет (Белопольский район)
Горобовский сельский совет (укр. Горобівська сільська рада) — входит в состав
Белопольского района
Сумской области
Украины.
Административный центр сельского совета находится в 
с. Горобовка
.

## Населённые пункты совета
- с. Горобовка
- с. Бессокирное
- с. Беловишневое
- с. Заречное
- с. Максимовщина
- с. Омельченки